# Amelia megye
Amelia megye az Amerikai Egyesült Államokban, azon belül Virginia államban található. Megyeszékhelye Amelia Courthouse. Lakosainak száma 13 265 fő (2020. április 1.). Amelia megye Powhatan, Chesterfield, Dinwiddie, Nottoway, Prince Edward és Cumberland megyékkel határos.

## Népesség
A megye népességének változása:
| Lakosok száma | 12 736 | 12 739 | 12 747 | 12 745 | 12 903 | 13 265 |
|               | 2010   | 2011   | 2012   | 2013   | 2015   | 2020   |